# Шиашкотан

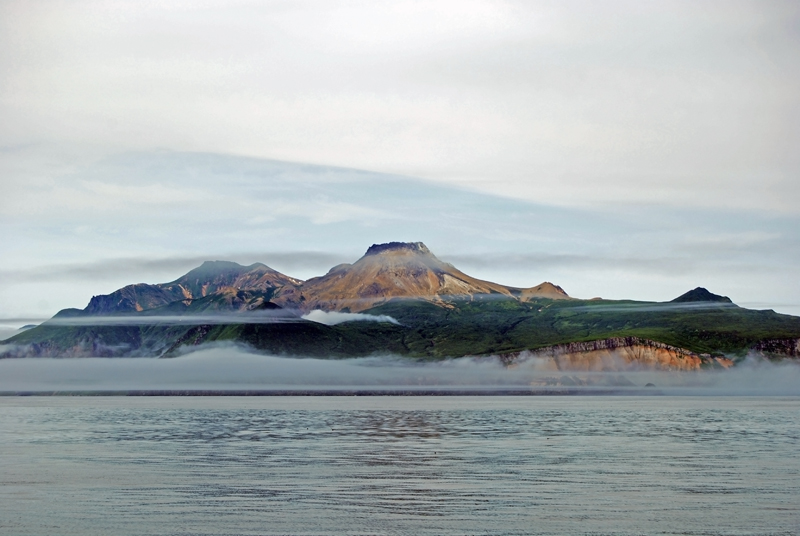
остров Шиашкотан

Шиашкота́н (айн. Сияскотан — «остров сивучей» или «изгибающийся остров»; на российской карте 1745 года — Кривой) — остров в северной группе Большой гряды Курильских островов. Административно входит в Северо-Курильский городской округ Сахалинской области. В настоящее время необитаем. Коренными жителями острова были айны, в переводе с языка которых «сиас котан» означает «остров сивучей». Часть туземного населения погибла после извержения 1872 года, другая же часть переселилась на Камчатку после передачи всех Курил Японии в 1875 году. Попытки японской колонизации успехом не увенчались. В советское время на острове размещался гарнизон пограничников.

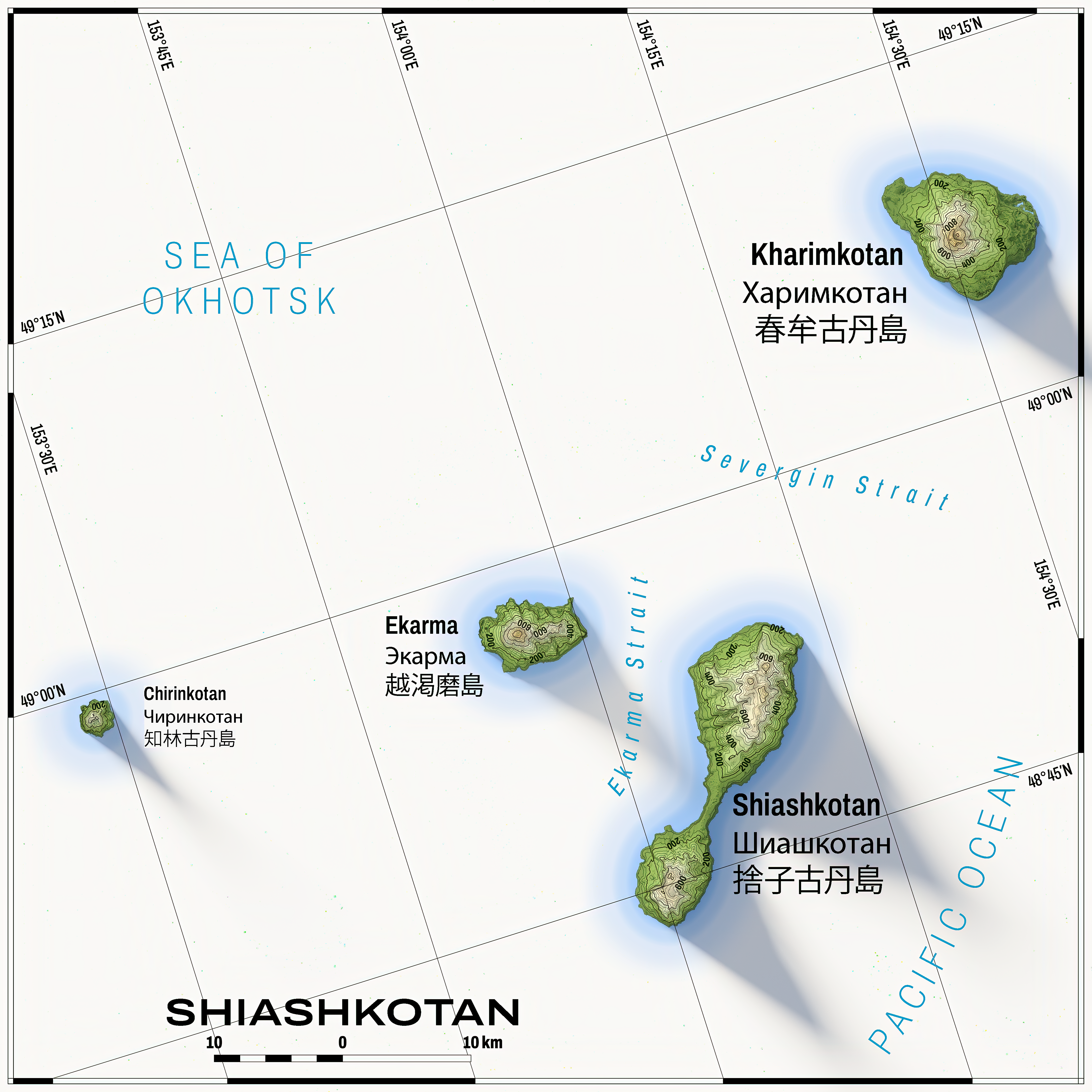
Карта Шиашкотана

## География и геология
Остров имеет форму восьмёрки. Длина 25 км, максимальная ширина 9 км. Площадь 120,82 км². Северная часть — п-ов Чупрова, южная — п-ов Никонова, разделённые перешейком Макарова около 1 км шириной. В северной части расположен действующий вулкан Синарка (934 м), в южной — Кунтоминтар (828 м). Издалека видна красноватая вершина уснувшего вулкана Ака. На острове широко распространены термальные источники, которые делятся на Северо-Шиашкотанскую и Кунтоминтарскую гидротермальные системы. В Северо-Шиашкотанская гидротермальной системе ярко выражена гидрохимическая зональность. Кунтоминтарская система имеет высокую температуру газов хлора и серы и два кратера для их выхода в одноимённом вулкане.
Шиашкотан отделён проливом Севергина от острова Харимкотана, расположенного в 29 км северо-восточнее, проливом Экарма от острова Экарма, расположенного в 8 км северо-западнее. В 20 км южнее, в проливе Крузенштерна, расположены скалы Ловушки.
Наиболее удобна для стоянки морского транспорта бухта Закатная (яп. Отоме) с западной стороны острова. Она защищена от сильных восточных и южных ветров, дующих с Тихого океана. Вход в бухту достигает ширины 3,7 км и находится между мысами Гротовый и Развальный (яп.Цуриганега и яп. Хираисо). Но близко к берегам подходить нельзя из-за большого количества рифов. Бухта на восточной, тихоокеанской стороне острова носит название Восходная.

## История
Древнейшее обнаруженное поселение относится к эпохе позднего дзёмона и охотской культуре и условно называется Мыс Ребристый-1.  Расположено на тихоокеанской стороне острова, на 30-метровой морской террасе).

### В Российской Империи
К 1736 году местные айны приняли православие и вошли в российское подданство путём уплаты ясака камчатским сотникам.
В 1760-х посланник камчатской администрации сотник Иван Чёрный заложил традицию порядкового исчисления островов и кучно расположенных субархипелагов Курильской гряды от Камчатки до Японии. Поэтому во времена гидрографических описаний конца 18 — начала 19 века остров также имел номерное обозначение в составе Курильской гряды — Седьмой.
Остров описан под названием Сыаскутан или Шияшкотан у Г.И. Шелихова в его «Путешествии г. Шелехова с 1783 по 1790 год из Охотска по Восточному Океану к Американским берегам...»:

Сыаскутан или Шияшкотан остров, отстоит от предъидущего на 50 верст; течение между ими от пролива и отлива случающееся, бывает весьма быстро. Он имеет в длину около 80, а в ширину около 5 верст. На нем две каменные сопки; одна стоит на Северо-Восточном краю, и по Курильски называется Синнарка; она прежде сего горела и вышла на подобие хребта, куда ходят пешие. Подле сей сопки есть не большие каменные горы и каменистые места. Другая сопка большая стоит близ лопатки на Северо-Западном берегу; по обеим ея сторонам коменистые места и от самого верьху до берега гориста. Посредине острова по обеим сторонам есть бухты песчаные, а кроме их других способных к приставанию и промеж гор низменных мест нет. С сего острова, минуя два следующие, перегребают прямо на остров Муссыр; а отстоят оне около 35 верст.
B первый российский период Шиашкотан отличался самым многочисленным населением из всех островов северо-курильской группы: российская опись 1831 года учла здесь 97 постоянных жителей. В 1872 году, по описям российских властей, 13 айнов погибло из-за извержения вулкана Синарка при сходе раскалённых пирокластических лавин.
В 1875 году, после передачи острова Японии (Петербургский договор), часть оставшегося населения переехала на российские Камчатку и Алеутские острова, где они смешались с камчадалами, русскими и алеутами.

### В составе Японии
В 1875—1945 гг принадлежал Японии.
Согласно административно-территориальному делению Японии остров стал относиться к уезду (гуну) Шумшу (Сюмусю в японском произношении), который охватывал не только сам Шумшу, но и все близлежащие Курильские острова до Шиашкотана и Мусира на юге включительно. Уезд в свою очередь входил с 1876 по 1882 год в состав провинции Тисима под управлением Комиссии по колонизации Хоккайдо; с 1882 до 1886 года — в состав префектуры Нэмуро, после — префектуры Хоккайдо.
Правительство Мэйдзи не хотело, чтобы обрусевшие айны жили в непосредственной близости от северной границы империи. В 1884 году оставшаяся часть айнов Шиашкотана была переселена японскими властями на Шикотан.
В 1893 году, 9 членов японского патриотического общества «Чисима-Хокогигай» («Освоение Курильских островов»), которое возглавлял энтузиаст Гундзи Сигэтада, основали первое японское гражданское поселение. Однако спустя лишь год, когда на зов о помощи сюда прибыл корабль, 5 колонистов уже умерли, а оставшиеся 4 были при смерти от бери-бери. С тех пор постоянное гражданское население отсутствует.
В годы Второй Мировой войны на острове могло дислоцироваться японское воинское подразделение (база Отоме).

### В составе СССР/РСФСР-России
В 1945 году по итогам Второй мировой войны остров перешёл под юрисдикцию СССР.
2 февраля 1946 года включён в состав Южно-Сахалинской области.
2 января 1947 года включён в состав Сахалинской области РСФСР.
Постоянное население появлялось на острове в советский период, с приходом советских военных.
С 1991 года в составе России, как страны-правопреемницы СССР.
После СССР на острове остался только нежилой населённый пункт Макаровка, представляющий собой военную заставу, расформированную в начале 1990-х.

### Особая позиция Японии по территориальной принадлежности острова
Используя в территориальном споре с Россией фактор Сан-Францисского мирного договора 1951 года, который не был подписан СССР, японское правительство, тем не менее, опирается на те варианты толкований договоренностей между союзниками — СССР, США, Великобританией и Китаем — которые подкрепляют японскую позицию. В частности, поскольку в Сан-Францисском договоре не оговаривается, в пользу какого государства Япония отказывается от своих прав на Курилы, принадлежность острова, по мнению японского правительства, до сих пор не определена, а за Россией признаётся лишь «фактический контроль».

## Климат
Климат острова мягкий, умеренный океанический. Среднегодовая температура составляет +5 °C. Среднегодовое количество осадков приближается к 1300 мм.

## Гидрография

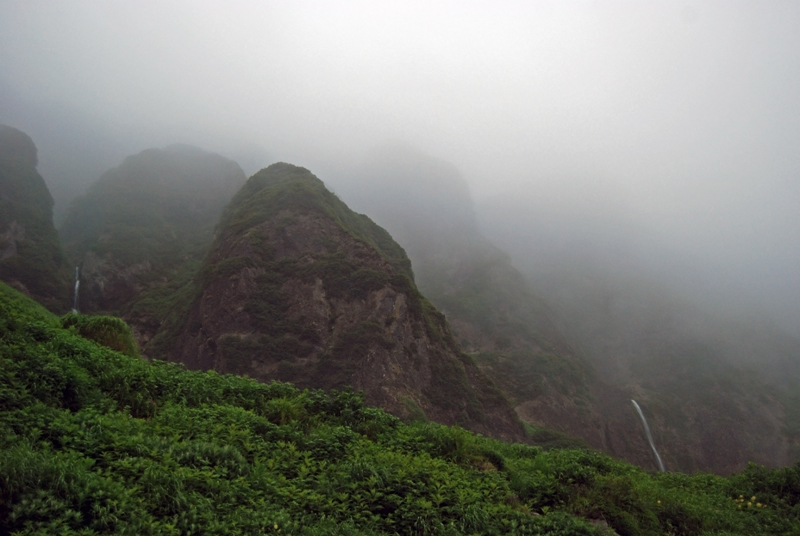
На острове много ручьёв и небольших речек, на которых местами встречаются водопады

Речная сеть обоих полуостровов имеет ярко выраженный радиальный характер. На острове много ручьёв (Агломератовый, Серный, Кратерный, Макаровский и др.) и небольших речек, на которых местами встречаются водопады, а также снежники в глубоко врезанных, затенённых участках.

## Флора и фауна
На острове учтено 220 видов сосудистых растений. В низинах травянистая растительность, заросли кустарниковой ольхи в северной части острова. Вездесущи верещатники. Кедровый стланик. Растут водяника и брусника. Водятся лисицы и мелкие грызуны. Вокруг острова заросли морской капусты. В прибрежной акватории водятся нерпы (пятнистые и кольчатые), сивучи.